# KOS (Jugosławia)
KOS (serbsko - chorwacki: Контраобавештајна служба / Kontraobavještajna služba, Służba Kontrwywiadu) – służba kontrwywiadowcza Jugosłowiańskiej Armii Ludowej (JNA), która istniała od 1946 roku do rozpadu Jugosławii w 1991 roku. Od 1992 roku jej spadkobierczynią w Serbii i Czarnogórze jest Administracja Bezpieczeństwa.

## Historia
Po uchwaleniu Konstytucji Federalnej Ludowej Republiki Jugosławii 13 marca 1946 roku zreorganizowano także służby bezpieczeństwa i wywiadu. Z I i II Sekcji OZNA w Ministerstwie Spraw Wewnętrznych utworzono Dyrekcję Bezpieczeństwa Państwowego UDBA, natomiast z Sekcji III OZNA w Ministerstwie Obrony Narodowej powstała KOS.
1 marca 1948 roku Zarząd Służby Kontrwywiadu stał się częścią Sztabu Generalnego Armii Jugosłowiańskiej i jego 12. zarządem. 23 marca 1955 roku Służba Kontrwywiadu została przemianowana na Organ Bezpieczeństwa. Następnie została przeniesiona ze Sztabu Generalnego JNA do Sekretariatu Stanu Obrony Narodowej (DSNO), a później do Sekretariatu Federalnego Obrony Narodowej (SSNO). W składzie organizacyjnym DSNO (SSNO) znajdowała się Dyrekcja Bezpieczeństwa, a organy bezpieczeństwa wchodziły w skład dowództw, jednostek i instytucji wojska oraz SSNO.
Po likwidacji JNA i sformowaniu Armii Jugosłowiańskiej 20 maja 1992 roku, Dyrekcja Bezpieczeństwa została ponownie usunięta z SSNO i powróciła do Sztabu Generalnego. Służba kontrwywiadu odegrała znaczącą rolę podczas rozpadu Socjalistycznej Federacyjnej Republiki Jugosławii. Najsłynniejsze operacje przeprowadzone przez tę służbę to Operacja Labrador i operacja Orientalis, a także sprawa Špegelj i Operacja Štit.

## Działalność
Dostęp do większości informacji jest utrudniony ze względu na klasyfikację jako tajemnica wojskowa. Niektóre z nich można było prześledzić w mediach, zwłaszcza za kadencji Miloševicia, m.in. o roli odegranej w rozpadzie SFRJ (np. operacja Labrador).

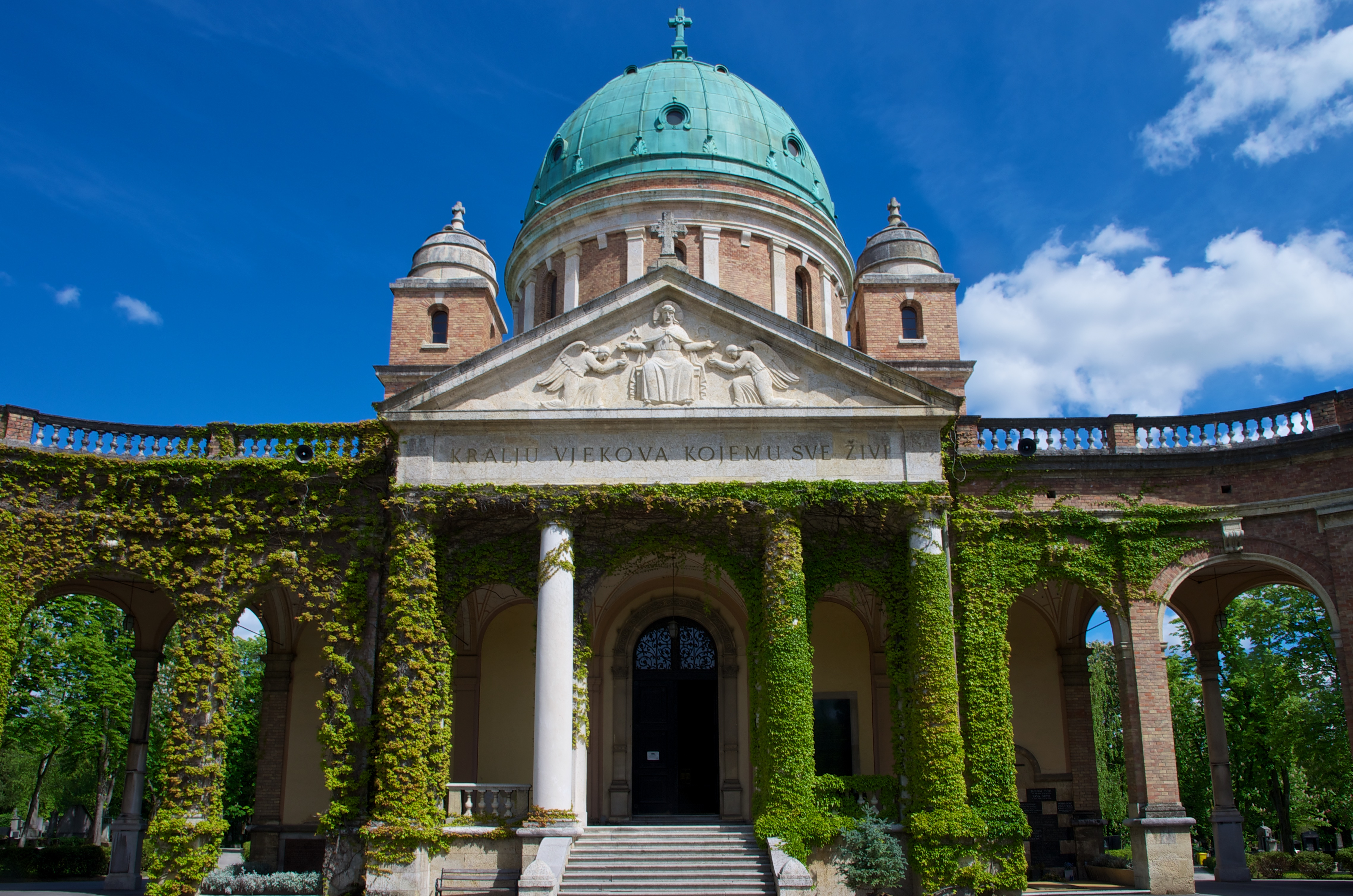
Wejście na cmentarz Mirogoj

| data ataku:      | 19 sierpnia 1991 roku          |
| ---------------- | ------------------------------ |
| lokalizacja:     | Zagrzeb, Chorwacja             |
| efekt:           | zbombardowany cmentarz Mirogoj |
| Strony konfliktu | Chorwacja vs Jugosławia        |

### Operacja Labrador
Operacja Labrador była operacją pod przykryciem prowadzoną przez KOS w Zagrzebiu podczas wojny chorwackiej. Została ona pomyślana jako pierwszy z serii kilku ataków terrorystycznych, których celem było skompromitowanie Chorwacji, aby przedstawić ją jako państwo profaszystowskie, a tym samym uniemożliwić uznanie jej niepodległości. Dwa ataki zorganizowano 19 sierpnia 1991 roku. Ich celem było centrum żydowskie i cmentarz żydowski w Mirogoju. Nie było ofiar w ludziach. Kolejne ataki miały na celu osłabienie pozycji politycznej chorwackiego prezydenta Franjo Tudjman. Operacja Labrador została uzupełniona Operacją Opera – kampanią propagandową zaprojektowaną przez KOS w celu wprowadzenia w błąd środków masowego przekazu.
Operacje zostały zawieszone we wrześniu, kiedy władze chorwackie aresztowały funkcjonariuszy regionalnego biura jugosłowiańskich sił powietrznych w Zagrzebiu i skonfiskowały dokumenty związane z operacją. Ze względu na to, że odszyfrowanie dokumentów zajęło władzom miesiąc, główni agenci zaangażowani w zamach bombowy w międzyczasie uciekli z kraju. Piętnastu aresztowano, ale wymieniono ich na jeńców wojennych. Pięciu agentów KOS zaangażowanych w operację Labrador zostało później osądzonych pod zarzutem terroryzmu w Federalnej Republice Jugosławii (FRY), ale ostatecznie zostali uniewinnieni. Chorwackie władze aresztowały dwóch agentów KOS i osądziły ich wraz z siedmioma innymi agentami, którzy byli sądzeni zaocznie. Podczas gdy dwóch aresztowanych agentów zostało uznano za niewinnych, siedmiu z nieobecnych zostało jednak uznanych za winnych.
Istnienie operacji Labrador potwierdził były członek KOS major Mustafa Čandić podczas procesu Slobodana Miloševicia przed Międzynarodowym Trybunałem Karnym dla Byłej Jugosławii w Hadze w 2002 roku.

### Sprawa Špegelja
Afera Špegelja polegała na nagraniu audio i wideo rozmów między Martinem Špegeljem i jego współpracownikami w październiku 1990 roku, które zostały potajemnie przechwycone przez Służbę Kontrwywiadu i ujawnione w filmie dokumentalnym Wojskowego Centrum Filmowego ''Zastava'', który został wyemitowany 25 stycznia 1991 roku w Telewizji Belgrad przy wysokiej frekwencji jugosłowiańskich telewidzów.

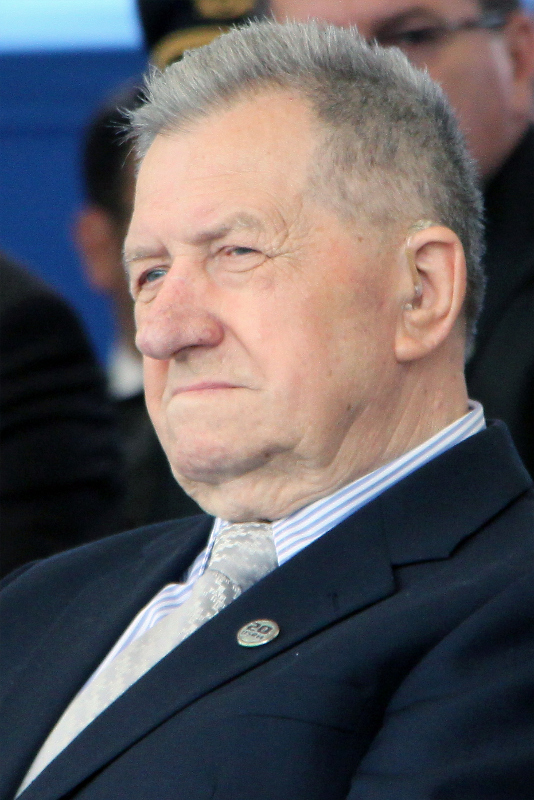
Martin Špegelj - Generał armii chorwackiej i polityk, który pełnił funkcję drugiego ministra obrony Chorwacji, a później szefa sztabu nowonarodzonej armii chorwackiej i generalnego inspektora armii

Martin Špegelj był generałem pułkownikiem JNA, który ubiegał się nawet o stanowisko szefa Sztabu Generalnego JNA. Przez pewien czas pełnił funkcję Komendanta Obrony Terytorialnej Socjalistycznej Republiki Chorwacji, a później został Komendantem V Okręgu Wojskowego JNA. Chociaż wielu twierdzi, że niezasłużenie zajął te odpowiedzialne stanowiska. Był już znany opinii publicznej ze swoich szowinistycznych uwag jako dowódca Departamentu Gwardii w Belgradzie. Podczas procesu dla funkcjonariuszy JNA okazało się, że brał udział w licznych przestępstwach związanych z defraudacją mienia socjalnego lub wojskowego (980 metrów sześciennych drewna z lasów Górskiego kotaru). Sztab Generalny JNA wiedział o tym, ale nie reagował. Ostatecznie, zamiast kary, generał Špegelj przeszedł na emeryturę.
Akcja filmowania Martina Špegelja była prowadzona przez najlepszych agentów Służby Kontrwywiadu, ponieważ trzeba było uzyskać dowody na aresztowanie byłego generała JNA, który nie powinien podejrzewać, że jest celem służb bezpieczeństwa JNA. Zdecydowano, że cała operacja zostanie przeprowadzona na poligonie „Gakowo” koło Viroviticy w październiku 1990 roku. Większość pracy wykonał kapitan pierwszej klasy Vladimir Jagar, agent KOS, przyjaciel rodziny Špegelja (nie krewny, jak często się błędnie mówi).
Całe pomieszczenie, w którym miał przebywać Martin Spegelj, zostało wyposażone w specjalny sprzęt, który był przeznaczony do czynności podsłuchowych. Celem było wypowiedzenie przez Martina Špegelja na głos swoich planów dotyczących nielegalnego uzbrojenia członków Chorwackich Sił Obronny, Chorwackiej Unii Demokratycznej i personelu rezerwowego chorwackiego Ministerstwa Spraw Wewnętrznych. Ponieważ przywódcy Socjalistycznej Republiki Chorwacji pod przywództwem Tudjmana już wiosną 1991 roku chcieli się dobrze uzbroić i rozpocząć otwartą wojnę z Serbami i członkami JNA.
Akcja nagrywania zakończyła się powodzeniem, co skończyło się wspomnianym wyemitowaniem kompromitujących nagrań w telewizji Belgrad. Ten dokument wywołał wielki szok nie tylko w Federalnej Republice Serbii, ale w całej byłej SFRJ. Jednak chorwackie władze, w tym główni „aktorzy” podsłuchu, twierdzili, że nagrania są sfałszowane. Z drugiej strony, ich autentyczność potwierdził później Stipe Mesić (jeden z pierwszych po stronie chorwackiej, który uznał ich autentyczność), choć twierdził, że niektóre zdania zostały wyrwane z kontekstu.